# Theatergroep O
Theatergroep 'O' is een Nederlandse toneelgroep uit Amsterdam. De oprichting vond plaats op 29 juni 1880 onder de naam Toneelvereniging Onderlinge. Daarmee is het, naar eigen zeggen, de oudste toneelgroep van Amsterdam. Het duurde tot 1994 voordat de naam werd gewijzigd in Theatergroep 'O'. De vereniging is tweemaal koninklijk goedgekeurd en ontving in 2005, ter ere van het 125-jarig jubileum, de Erepenning van de Gemeente Amsterdam.